# Klostret i ekskogen
Klostret i ekskogen (tyska: Abtei im Eichwald) är en oljemålning av den tyske konstnären Caspar David Friedrich från 1809–1810. Den ingår i Alte Nationalgaleries samlingar i Berlin.
Friedrich var den tyska romantikens stora namn i bildkonsten. Han målade framför allt storslagna landskap präglade av melankoli och svårmodig stämning. I Klostret i ekskogen har han avbildat en procession av munkar som bär en kista in i en gotisk klosterruin. Det ödesmättade skymningsljuset framträder som en gulaktig slöja i bakgrunden. Friedrich målade flera verk med liknande tema. Inspiration fann han i Eldena klosterruin, belägen i hans hemstad Greifswald i dåvarande Svenska Pommern. 
Målningen visade för första gången på Berliner Akademieausstellung 1810 tillsammans med Munk vid havet. Båda målningarna inköptes av kung Fredrik Vilhelm III av Preussen och än idag hänger de bredvid varandra på Alte Nationalgalerie.

## Bilder

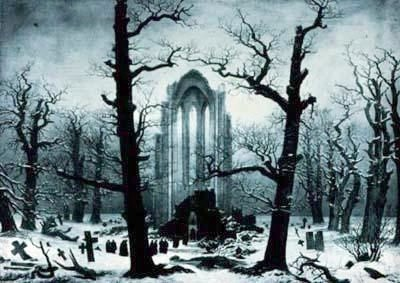
Klosterfriedhof im Schnee (1810-talet). Alte Nationalgalerie.
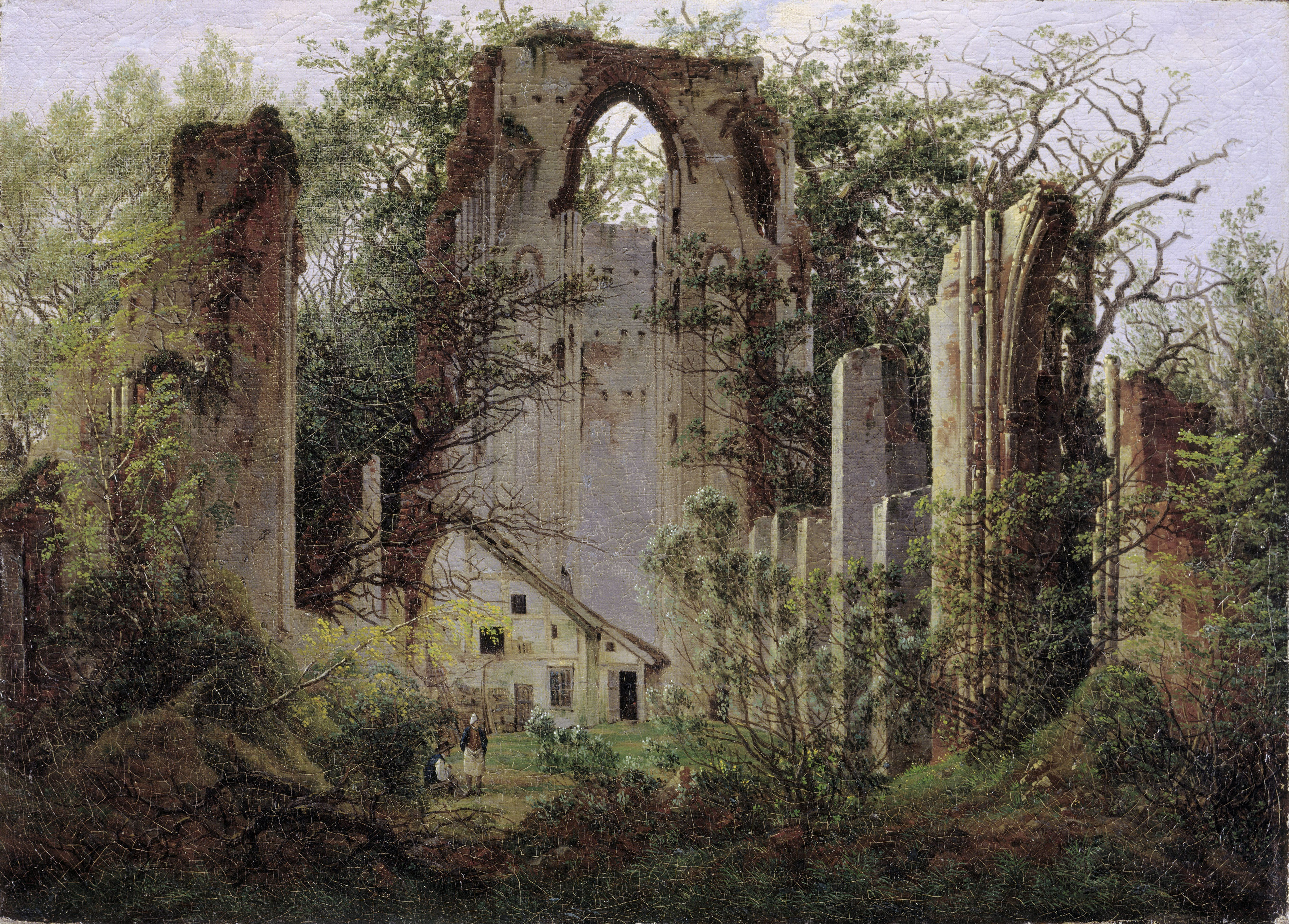
Klosterruine Eldena bei Greifswald (1824). Alte Nationalgalerie.
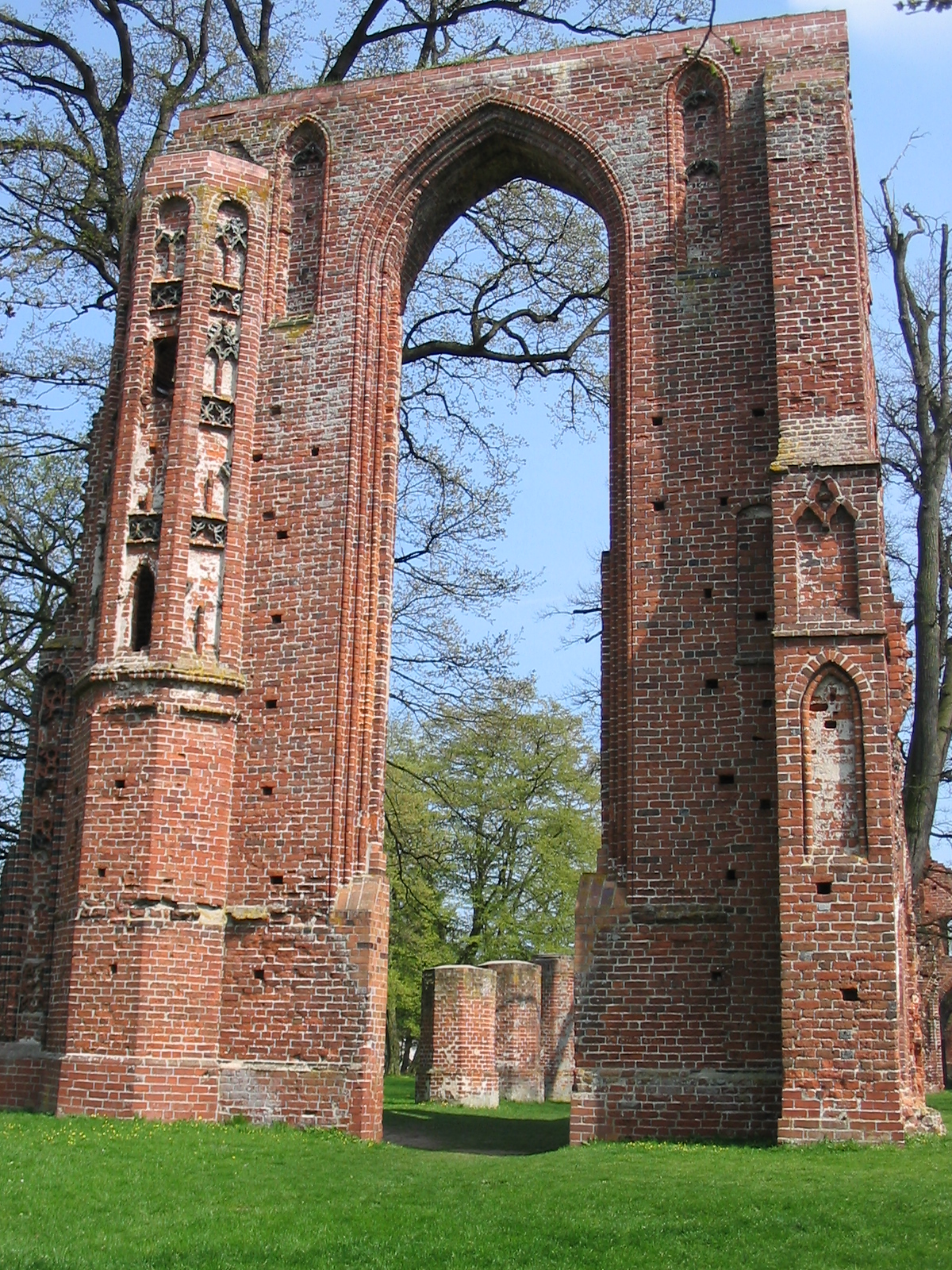
Fotografi över Eldena klosterruin.
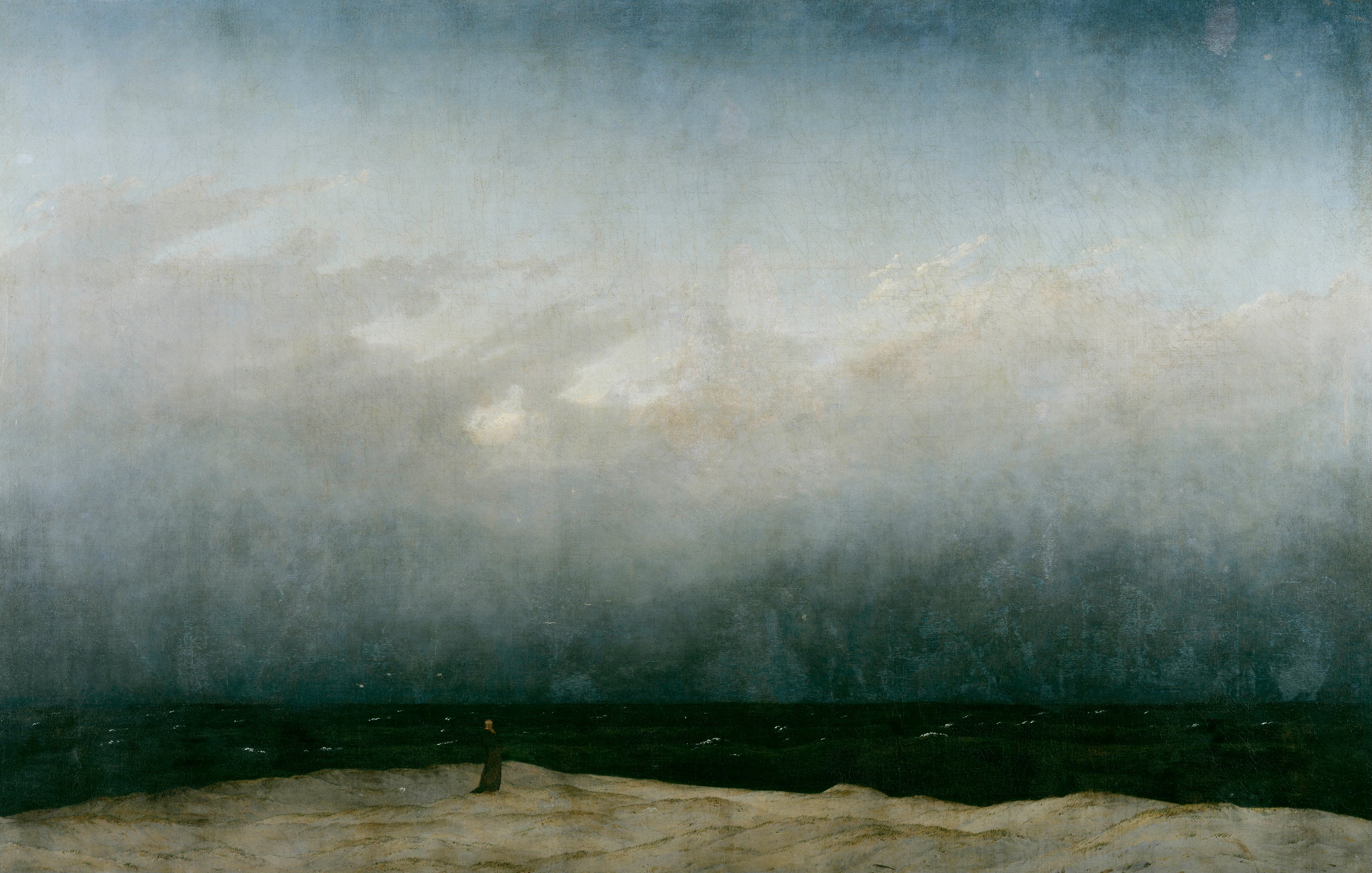
Munk vid havet (1808–1810). Alte Nationalgalerie.